# Yuria Obara
Yuria Obara (小原 由梨愛, Obara Yuria, Towada, 4 september 1990) is een Japans voetbalster die als verdediger speelt bij Albirex Niigata.

## Carrière

### Clubcarrière
Obara begon haar carrière in 2009 bij Albirex Niigata.

### Interlandcarrière
Obara nam met het Japans nationale elftal O20 deel aan het WK onder 20 in 2010.
Obara nam met het Japans elftal deel aan het Aziatisch kampioenschap 2014. Zij maakte op 18 mei 2014 haar debuut in het Japans vrouwenvoetbalelftal tijdens een wedstrijd om het Aziatisch kampioenschap tegen Jordanië. Japan behaalde goud op het Aziatisch kampioenschap.

## Statistieken
| Japans vrouwenvoetbalelftal | Japans vrouwenvoetbalelftal | Japans vrouwenvoetbalelftal |
| Jaar                        | Wed.                        | Dlp.                        |
| --------------------------- | --------------------------- | --------------------------- |
| 2014                        | 1                           | 0                           |
| Totaal                      | 1                           | 0                           |